# Henry Shrapnel
Henry Shrapnel (født 3. juni 1761 i Bradford on Avon, Wiltshire, England, død 13. marts 1842) var opfinder og britisk officer, som er mest kendt for opfindelsen af fragmentationsgranaten (the shrapnel shell).
I 1784, da Shrapnel var artilleri-løjtnant i  den engelske hær  (Royal Artillery), udviklede han en hul kanonkugle fyldt med riffelkugler, jenstumper eller andet, som eksploderede i luften over målområdet.
Den engelske hær implementerede Shrapnels kanonkugle som et alternativt våben i 1803.  Kuglen kom i anvendelse første gang i et slag den 30. april 1804 med stor succes.
Shrapnels slutrang var generalløjtnant.

## Ekstern henvisning
- March 13, 1842: Henry Shrapnel Dies, But His Name Lives On